# Arhythmorhynchus limosae
Arhythmorhynchus limosae är en hakmaskart som beskrevs av Edmonds 1971. Arhythmorhynchus limosae ingår i släktet Arhythmorhynchus och familjen Polymorphidae. Inga underarter finns listade i Catalogue of Life.